# Chimki
Chimki (rusky Химки) jsou město v Moskevské oblasti v Rusku. Nachází se severozápadně v blízkosti Moskvy, leží mezi Moskvou a mezinárodním letištěm Moskva-Šeremetěvo na západním břehu Moskevského kanálu. Město je rozděleno na 7 mikrorajónů a v každém je několik čtvrtí. Ve městě žije přibližně 257 tisíc obyvatel.
Přes Chimki vede důležitá železniční trať z Moskvy do Petrohradu.

## Historie

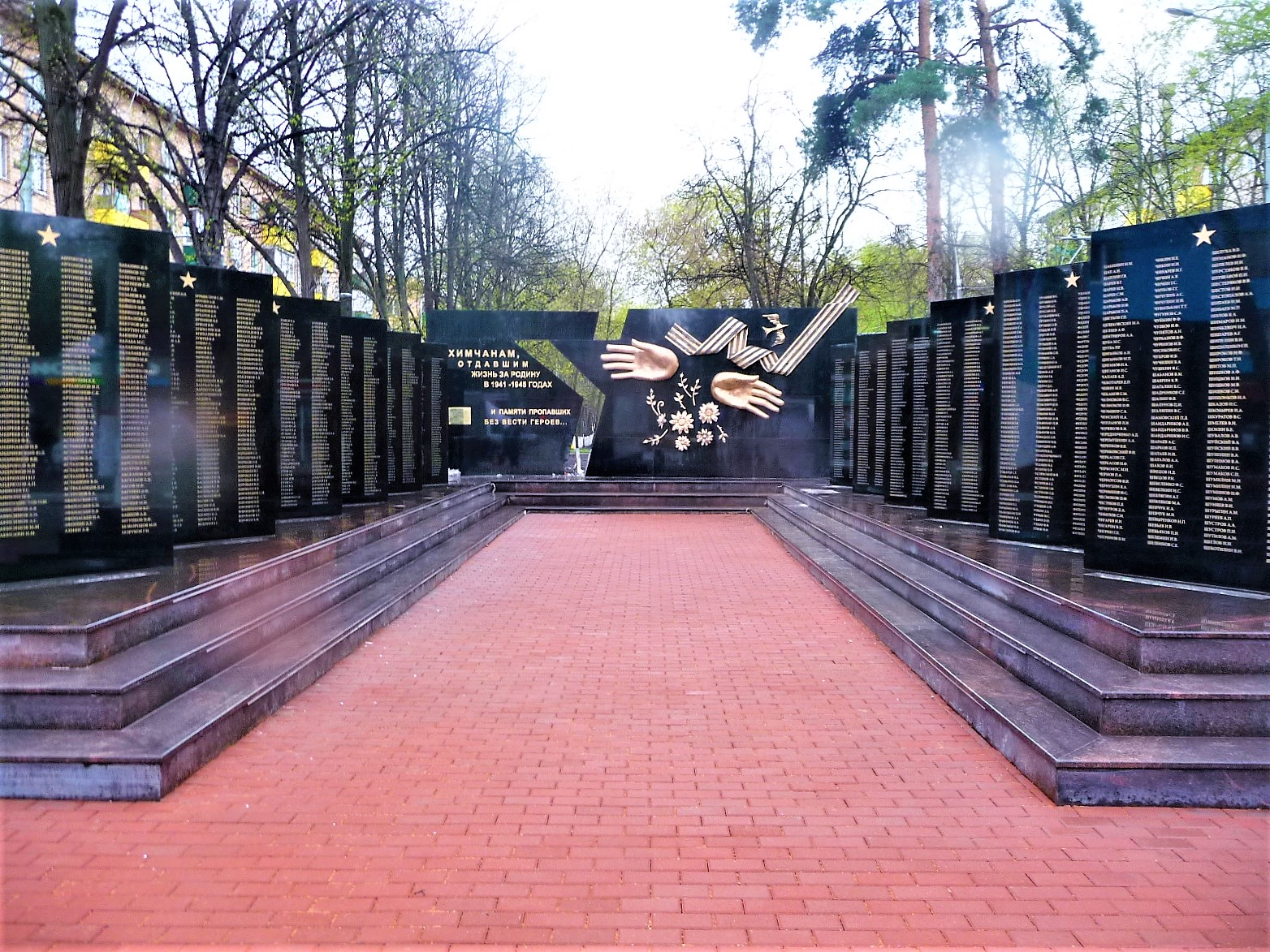
Památník Chimčanům, padlým v letech 1941–1945

Oficiálně bylo město založeno v roce 1939 okolo stejnojmenné železniční stanice trati Moskva–Petrohrad postavené v roce 1850, okolo které existovalo osídlení od 17. století, nejstarší kostel byl založen roku 1670. Název je odvozen od řeky Chimka. Během druhé světové války byly Chimki místem, které německá armáda obsadila a v rámci bitvy před Moskvou se zde nejvíce přiblížila k hlavnímu městu Sovětského svazu Moskvě. V bojích zde padlo, nebo bylo zajato a zastřeleno 2500 obyvatel, jimž byl v roce 2015 vybudován památník.
Po Velké vlastenecké válce město sloužilo jako naukograd, vojenské výzkumné centrum, kde se vyvíjely rakety země-vzduch i mezikontinentální balistické rakety. I dnes zde probíhá vývoj, například pro Mezinárodní vesmírnou stanici.
V roce 2010 zde probíhaly protesty proti plánované stavbě dálnice Moskva–Petrohrad, stavěné nedalekým Chimkiským lesem.

## Památky a kultura

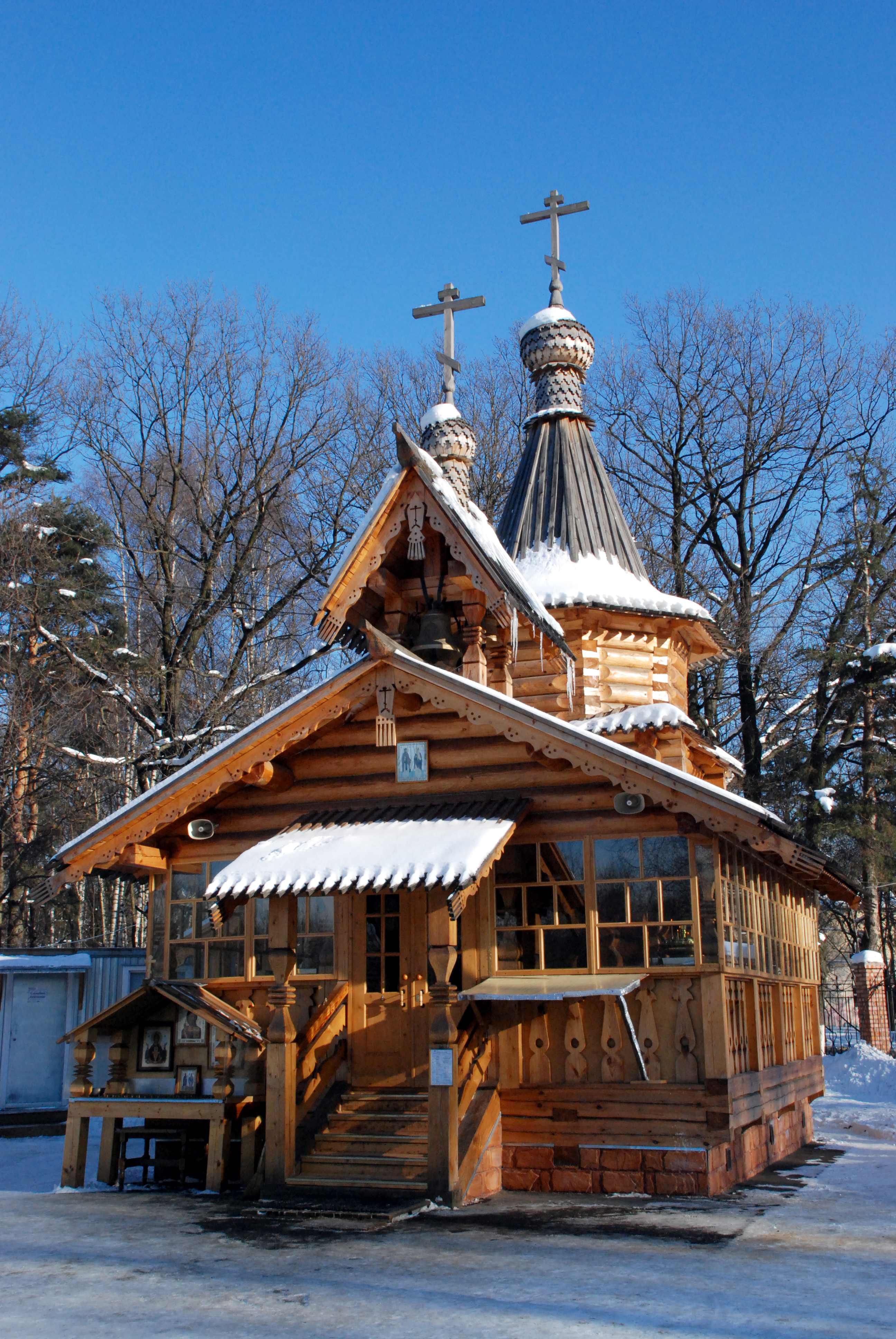
Chrám Nových ruských mučedníků, oficiálně sv. Cyrila a Metoděje

- Chrám sv. Petra a Pavla – kamenná kupolová bazilika, pravoslavný chrám, nejstarší v okruhu Moskvy. Byl založen roku 1670, zrušen roku 1917, proměněn na kovovýrobní podnik, zařízení i nástěnné malby byly následně zničeny. Za 2. světové války se zde připravoval Molotovův koktejl pro obránce Moskvy; chrám byl obnoven a vysvěcen roku 1991.
- Dřevěný chrám nových ruských mučedníků a svatých vyznavačů (Храм Новомучеников и исповедников российских), oficiálně zasvěcen svatým Cyrilu a Metodějovi
- Obrazová galerie S. N. Goršina

## Sport
- Fotbalová aréna
- Mezinárodní tenisová škola A. S. Ostrovského[3]

## Partnerská města
- Grodno, Bělorusko
- Poltava, Ukrajina
- Kemer, Turecko